# Marilyn Pupo
Marilyn Pupo (Santa Clara, Cuba, 23 de noviembre de 1950) es una actriz cubana. 
Debutó en el mundo del espectáculo a principios de la década de 1970 en la televisión de Puerto Rico. Trabajó como locutora y modelo. Debutó como actriz en la telenovela "Mamá, mamá, seis pedazos del alma" junto a Lucy Boscana. En el 1974 tuvo una actuación especial en la telenovela mexicana "Mundo de juguete".
A finales de la década de 1970 comenzó a destacar como protagonista de telenovelas. También trabajó en el teatro y cine. 
Se ha destacado como declamadora, presentadora de televisión, productora, compositora y cantante, llegando a grabar dos discos de larga duración.
Se casó por primera vez con el cantante Aneudi Díaz del Conjunto Quisqueya, el matrimonio fracasó. Se casó por segunda vez con Pedro "Chiqui" Soldevila, corredor de carreras y piloto, adoptaron un hijo, Pedro, el matrimonio finalizó luego de seis años. Se casó por tercera vez con Eddie Penedo, adoptaron una hija, Ana Laura.

## Filmografía como actriz
- Cultura y sabrosura" (2013) Programa TV .... Conductora
- "Se caen de la Manta"  (2006) Serie cómica
- "De magazine"  (2006) Programa TV .... Conductora
- Dile que la quiero (¿?)
- "Estás invitado"  (1995-2001) Programa TV .... Conductora y productora
- "Show de Raúl y Marilyn, El"  (¿?) Programa TV .... Conductora
- "En familia" (¿?) Programa TV
- "Ahora" (¿?) Programa TV
- "Ellas al mediodía" (¿?) Programa TV .... Conductora
- "Noche de gala" (¿?) Programa TV musical .... Conductora
- La Isla (1987): Marcela
- Guaguasi  (1983) .... Marina
- Anacaona (1979) con Marilyn Pupo y Martín Lantigua
- María Eugenia (1981) con Marilyn Pupo y Juan José Camero
- El ídolo (1980) con Marilyn Pupo y José Luis Rodríguez "El Puma"
- Préstamela esta noche (1978)
- "Mi querida Silvia" (¿?) Telenovela .... Silvia
- La historia de Laura Benson (1978) Telenovela
- El hijo de Angela María (1973-74) con Johanna Rosaly, Rolando Barral, Emma Rosa Vincenty, Sharon Riley, Luis Daniel Rivera, Mona Marti, Miguel Ángel Suárez, Ángela Meyer, Benjamín Morales y Mariela Figueroa, original de Enrique Jarnés, dirección de Raúl Nacer, una producción de Esther Palés para Telemundo, Canal 2
- "Con todo mi amor" (¿?) Telenovela
- "Ante Dios y ante los hombres"  (¿?) Telenovela
- Mundo de juguete (1974) Telenovela .... Josefina
- Mamá, mamá, seis pedazos del alma con Lucy Boscana

## Obras de teatro
- "Chicago: el musical" (2003)
- "El club del cementerio" (1999)
- "Entre amigas" (¿?)
- "El patito feo" (¿?)
- "Qué plantón" (¿?)
- "Las chicas del 8-C" (¿?)
- "Cena de matrimonios" (¿?)
- "Vidas privadas" (¿?)
- "Mujeres" (¿?)
- "Flor de presidio" (¿?)
- "El diario de Ana Frank" (¿?)